# Epelis fuliginaria
Epelis fuliginaria là một loài bướm đêm trong họ Geometridae.